# Bogdan Juratoni
Bogdan Andrei Juratoni (Alba Iulia, 17 de junio de 1990) es un deportista rumano que compitió en boxeo.
Ganó una medalla de bronce en el Campeonato Mundial de Boxeo Aficionado de 2011 y una medalla- de plata en el Campeonato Europeo de Boxeo Aficionado de 2013.
Participó en los Juegos Olímpicos de Londres 2012, ocupando el octavo lugar en el peso medio.

## Palmarés internacional
| Campeonato Mundial | Campeonato Mundial  | Campeonato Mundial | Campeonato Mundial |
| Año                | Lugar               | Medalla            | Categoría          |
| ------------------ | ------------------- | ------------------ | ------------------ |
| 2011               | Bakú (Azerbaiyán)   | Medalla de bronce  | 75 kg              |
| Campeonato Europeo |                     |                    |                    |
| Año                | Lugar               | Medalla            | Categoría          |
| 2013               | Minsk (Bielorrusia) | Medalla de plata   | 75 kg              |